# Soturac
Soturac ist eine französische Gemeinde mit 638 Einwohnern (Stand 1. Januar 2022) im Département Lot in der Region Okzitanien. Sie gehört zum Kanton Puy-l’Évêque und zum Arrondissement Cahors.

## Geografie
Der Lot enthält einen 44 Kilometer langen, künstlich schiffbar gemachten Abschnitt zwischen Soturac und Albas mit elf Schleusen.

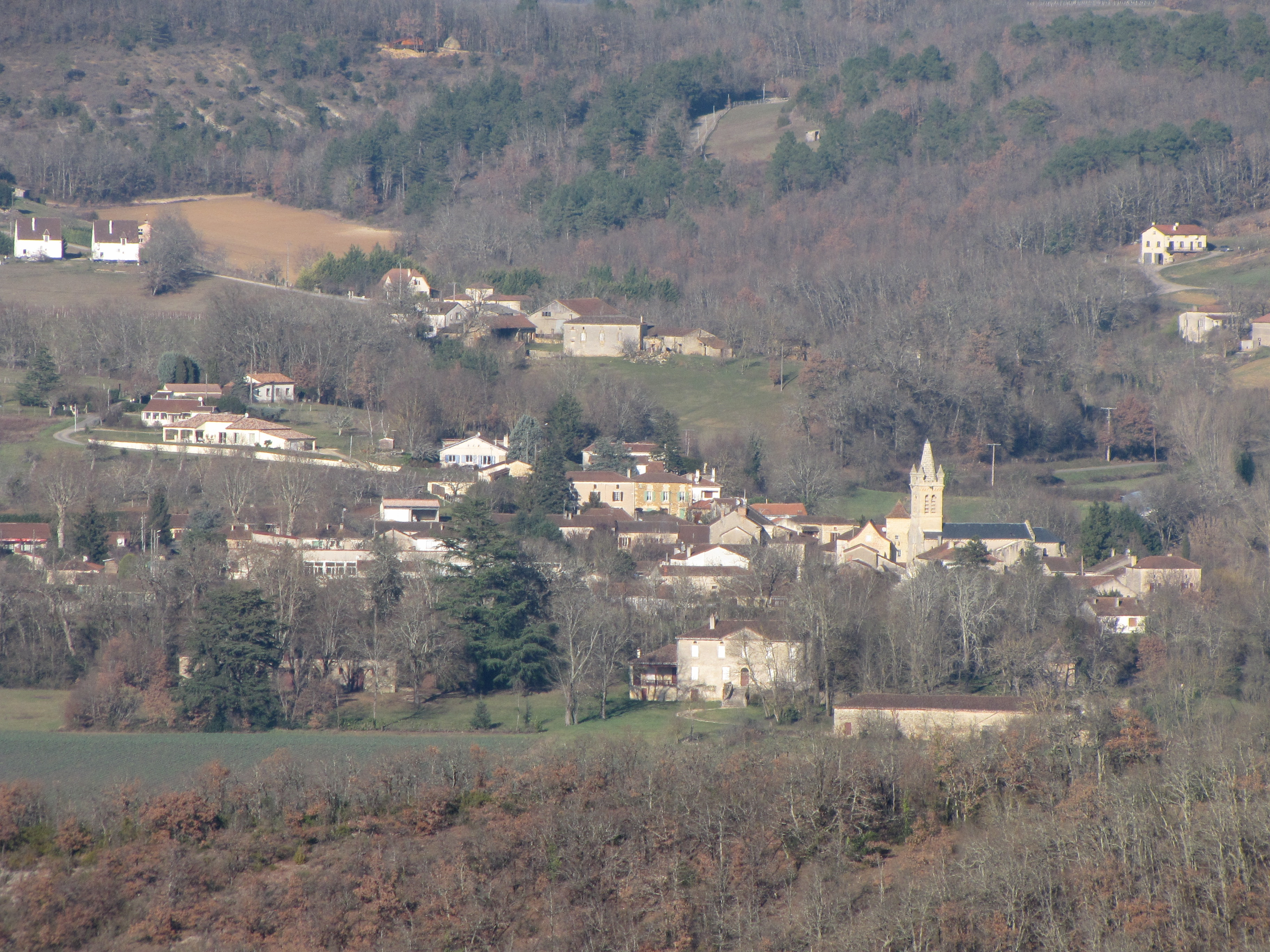
Soturac

Die ehemalige Route nationale 111, heute eine Départementsstraße, tangiert Soturac.
Nachbargemeinden sind Saint-Front-sur-Lémance im Nordwesten, Saint-Martin-le-Redon im Norden, Duravel im Nordosten, Touzac im Südosten, Mauroux im Süden, Montayral im Südwesten und Fumel im Westen.

## Bevölkerungsentwicklung
| Jahr      | 1962 | 1968 | 1975 | 1982 | 1990 | 1999 | 2008 | 2018 |
| --------- | ---- | ---- | ---- | ---- | ---- | ---- | ---- | ---- |
| Einwohner | 629  | 749  | 765  | 733  | 711  | 670  | 653  | 640  |